# Paradoks linii brzegowej

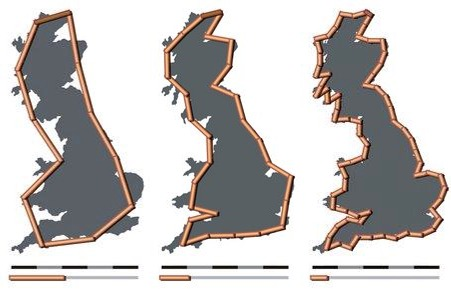
Przykład paradoksu linii brzegowej. Jeśli brzeg Wielkiej Brytanii zmierzyć za pomocą odcinków długości 200, 100 i 50 km, to jego długość wyniesie odpowiednio 2350, 2775 i 3425 km.

Paradoks linii brzegowej – odkrycie, że linie brzegowe lądów nie mają określonej długości. Wynika to z ich własności fraktalnych.
Długość linii brzegowej zależy od tego, jaką metodą się ją mierzy. Ponieważ ma ona nierówności we wszystkich skalach, od setek kilometrów do ułamków milimetra i mniejszych, nie ma powodów, dla których uśrednienie dla jakiejś konkretnej wielkości miałoby dać bardziej prawdziwy wynik niż dla innej. Przy mierzeniu linii brzegowej odcinkami różnych długości uzyskuje się różne wyniki. Efekt ten jest szczególnie wyraźny dla bardzo poszarpanych linii brzegowych, takich jak np. pełne fiordów wybrzeże Norwegii.
Paradoks ten powoduje, że w praktyce używa się zwykle przybliżenia odpowiadającego jednostce, jakiej używa się do pomiaru. Przykładowo, jeśli podaje się długość linii brzegowej w kilometrach, ignoruje się te jej nierówności, które mają wielkość mniejszą niż kilometr.
Jako pierwszy odkrył to Lewis Fry Richardson, rozszerzył Benoît Mandelbrot.